# Louis Zettersten
Louis "Lusse" Zettersten, född den 17 december 1878 i Stockholm, död där den 16 maj 1950, var en svensk företags- och idrottsledare. Han var son till Axel Zettersten.
Zettersten anställdes vid Graningeverken 1899, på handelskontor i London 1903. Han organiserade Svenska handelskammaren där 1907 och var chef för denna 1907–1917.  Zettersten var hedersledamot av Svenska handelskammaren i London och Sydney. Han var direktör i Svenska tändsticksaktiebolaget 1917–1930. Zettersten, som redan som skolpojke var varmt intresserad av idrott men själv aldrig nådde högre tävlingsklass, var initiativtagare till Idrottsföreningen Kamraterna i Sverige och Finland 1895. Hans idrottsbrev 1903–1917 från London till Stockholms Dagblad och Nordiskt Idrottslif bidrog till att öka kännedomen om samtida idrott i Sverige. Zettersten publicerade City Street Names (3:e upplagan 1926). Han var  medarbetare i Kamraten 1895–1902 och en av stiftarna av Stockholms Rotaryklubb. Zettersten blev riddare av Vasaorden 1919. Han vilar på Norra begravningsplatsen utanför Stockholm.